# دیوید میلر (ورزشکار)
دیوید میلر (انگلیسی: David Miller؛ زادهٔ ۱۸ سپتامبر ۱۹۴۳) قایقران قایق بادبانی اهل کانادا است.